# Голиков, Александр Николаевич (гидробиолог)
Алекса́ндр Никола́евич Го́ликов (29 декабря 1931, Ленинград — 18 января 2010, Санкт-Петербург) — советский и российский малаколог и гидробиолог. Эксперт в систематике и экологии моллюсков, автор оригинальной методики количественного учёта донной фауны с использованием лёгкого водолазного снаряжения. Сотрудник Зоологического института АН СССР (РАН), заведующий лабораторией морских исследований (1965—1992). Доктор биологических наук (1981), профессор (1984).

## Биография
Родился в 1931 году в Ленинграде в семье известного физиолога, преподавателя Ленинградского государственного университета Николая Васильевича Голикова (1905—1988) и Елены Александровны Голиковой (урожд. Кирхнер; 1909—1942, умерла в блокаду Ленинграда). В 1942 году с отцом и старшей сестрой Маргаритой был эвакуирован в Саратов. Весной 1944 года семья вернулась в Ленинград, где Александр в 1950 году окончил среднюю школу № 232 и поступил на биолого-почвенный факультет ЛГУ. В школьные годы занимался боксом (чемпион Ленинграда 1949/1950 года в юношеском разряде).
На биолого-почвенном факультете со второго курса специализировался на кафедре ихтиологии и гидробиологии. Во время обучения летом 1953 года и зимой 1954 года проходил практику на Мурманской биологической станции (Дальние Зеленцы), исследуя адаптации брюхоногих моллюсков приливно-отливной зоны Баренцева моря. Летом 1954 года участвовал в экспедиции ПИНРО в Норвежское море для исследования Фареро-Шетландского жёлоба. Материалы по фауне этой акватории послужили основой для дипломной работы, которую он защитил в 1955 году (тема — «Фауна юго-западного побережья Исландии, Фарерских и Шетландских островов»).
После окончания университета поступил в аспирантуру в Зоологический институт АН СССР, в котором продолжал работать до выхода на пенсию. Штатный сотрудник с 1959 года. В годы аспирантуры занимался тяжёлой атлетикой и обучался водолазному делу. В 1963 году получил удостоверение профессионального водолаза. Лично выполнял подводные работы в полевых условиях начиная с первой легководолазной экспедиции Зоологического института в залив Посьета в 1962 году. Кандидат биологических наук с 1963 года (тема диссертации — «Брюхоногие моллюски рода Neptunea Bolten»).
В период с декабря 1965 был заведующим лабораторией морских исследований. С 1992 года перешёл на должность главного научного сотрудника, которую занимал до 2003 года. Доктор биологических наук с 1981 (тема диссертации — «Моллюски Buccininae Мирового океана»).
Занимался преподавательской деятельностью на кафедре ихтиологии и гидробиологии ЛГУ и в других высших учебных заведениях. Руководитель 15 кандидатских диссертаций. Член Национального комитета советских биологов по талассобиологии и центрального совета Всесоюзного гидробиологического общества при АН СССР. Входил в состав редакционной коллегии международного журнала «Malacologia».

### Семья
Жена — Нина Ливерьевна Цветкова (1932—2010), сотрудница лаборатории морских исследований Зоологического института АН СССР (РАН), специалист по разноногим ракам. Сын — Алексей Александрович Голиков (1959—2017), сотрудник Зоологического института и специалист по амфиподам.

### Смерть
Умер в возрасте 78 лет после тяжёлой болезни. Похоронен на Северном кладбище Санкт-Петербурга.

## Научная деятельность
Известен, прежде всего, как малаколог-систематик и исследователь донных фаунистических комплексов морей СССР. Автор двух монографий по брюхоногим моллюскам из семейства трубачей (Buccinidae). Вместе с Ярославом Игоревичем Старобогатовым работал над построением системы переднежаберных брюхоногих моллюсков, которую они опубликовали в 1975 году. Описал 146 новых видов моллюсков из морей России (из примерно 1000 известных), а также несколько десятков таксонов уровня рода, семейства и отряда.
Совместно с Орестом Александровичем Скарлато разработал методику количественного учёта донной фауны с использованием лёгкого водолазного снаряжения, основанную на иерархической схеме учёта крупных и редких видов на бо́льших площадях, а мелких и массовых — на меньших выборках (так называемая «пирамидальная система»).
В 1960-х — 1980-х годах был организатором и участником многочисленных экспедиций в моря Дальнего Востока России и Сибири, на Баренцево и Белое моря. Участвовал в тихоокеанских экспедициях научно-исследовательских и научно-промысловых судов, в том числе в 6-м рейсе НИС «Дмитрий Менделеев» в южную часть Тихого океана. Руководил исследованиями сезонной динамики донной фауны в заливе Посьета (Японское море), губе Ярнышной (Баренцево море) и различных акваториях Белого моря; в заливе Посьета и на Белом море работы проводились в режиме многолетних наблюдений. Материалы экспедиций были обобщены и изданы под его редакцией в 10 тематических сборниках серии «Исследования фауны морей», а также в виде статей в англоязычных журналах «Marine Biology», «Marine Ecology Progress Series» и других.
Также занимался проблемами видообразования и биогеографии, в особенности реконструкцией этапов становления арктической фауны.

### Публикации
Автор более 260 публикаций, в том числе нескольких монографий:
- Голиков А. Н. Брюхоногие моллюски рода Neptunea Bolten. — М.—Л.: АН СССР, 1963. — 217 с. — (Фауна СССР, Моллюски, т. 5, вып. 2).
- Golikov A. N., Starobogatov Y. I. Systematics of prosobranch gastopods // Malacologia. — 1975. — Vol. 15. — P. 185—232.
- Голиков А. Н., Кусакин О. Г. Раковинные брюхоногие моллюски литорали морей СССР. — Л.: Наука, 1978. — 292 с. — (Определители по фауне СССР, издаваемые ЗИН АН СССР).
- Волова Г. Н., Голиков А. Н., Кусакин О. Г. Раковинные брюхоногие моллюски залива Петра Великого. — Владивосток: АН СССР, 1979. — 170 с.
- Голиков А. Н. Моллюски Buccininae Мирового океана. — Л.: Наука, 1980. — (Фауна СССР, Моллюски, т. 5, вып. 2).
- Бабков А. И., Голиков А. Н. Гидробиокомплексы Белого моря. — Л.: ЗИН РАН, 1984. — 104 с.
- Голиков А. Н. Класс Gastropoda[Комм. 1] // Моллюски Белого моря / Под. ред. Я. И. Старобогатова, А. Д. Наумова. — Л.: Наука, 1987. — С. 41—204. — 328 с. — (Определители по фауне СССР).
- Голиков А. Н. Брюхоногие моллюски Арктического бассейна. — М.: Colus, 1995.

## Память
- В честь А. Н. Голикова были названы 20 видов беспозвоночных и один род брюхоногих моллюсков — Golikovia[2][3] (в настоящее время сведён в синонимы рода Neptunea)[4].
- Имя носит кафедра физиологи животных факультета ветеринарной медицины Московской государственной академии ветеринарной медицины и биотехнологии.

## Награды
- Медаль «В память 250-летия Ленинграда» (1957)
- Медаль «За доблестный труд, в ознаменование 100-летия со дня рождения В. И. Ленина» (1970)
- Медаль «За трудовое отличие» (1982)

## Комментарии
1. ↑  За исключением глав о крылоногих (Pteropoda) и мешкоглоточных (Saccoglossa).